# تلك الفتاة
تلك الفتاة (بالتركية: O Kız)‏ هو مسلسل دراما تركي من بطولة أركان بتك قايا وسيزين أكباشوغولاري، ديلين دوغير، علي أونير، جينغيز أورهونلو، روجدا ديميرير . بدأ عرض المسلسل على قناة كانال دي في 21 سبتمبر 2022.

## القصة
زينب تشيتين فتاة فقيرة تعيش منزل عمتها مع جدها و والدها قدير البالغ من العمر 45 عاما تصرفاته كطفل في الخامسة بسبب حادث حصل له في ولادته و من جهة أخرى أوزان ميرت اسمه الحقيقي خليل كان في السابق يعيش مع إخواته الاثنتين و أمه في احد المناطق الفقيرة و بعد سنوات اصبح شاب غني مشهور في الانترنت على علاقة ممنوعة مع مديرته المتزوجة سيتارة سومير
بعد محاولة إعتدائه على الفتاة منظفة منزله زينب تشيتين ينتشر مقطع الإعتداء على مواقع التواصل الإجتماعي لتصبح فضيحة في الأخبار و الشوارع تعرض سيتارة على الفتاة الضحية زينب أن تكون حبيبة أوزان المزيفة و تصبح مشهورة في مواقع التواصل الإجتماعي و تجعل الجميع يصدق الأمر

## روابط خارجية
- تلك الفتاة على موقع IMDb (الإنجليزية)
- تلك الفتاة على موقع قاعدة بيانات الفيلم (الإنجليزية)